# Serin
Serin (skrajšano Ser ali S) je polarna aminokislina. Sodi med neesencialne aminokisline, torej jih človek lahko sintetizira sam in jih običajno ni treba dodajati v prehrano. Je tudi proteinogena aminokislina, ki jo kodirajo kodoni UCU, UCC, UCA, UCG, AGU in AGC.

## Zgodovina
Serin so prvič pridobili iz svile leta 1865, in ga po njej tudi poimenovali (latinska beseda za svilo je sericum). Kemijska struktura je bila opisana leta 1902.

## Biosinteza
Serin se sintetizira iz 3-fosfoglicerata (intermediat glikolize).
Možna je tudi sinteza iz druge aminokisline, glicina, v reverzibilni reakciji (glicin v serin ali serin v glicin), ki ga katalizira encim serin hidroksimetiltransferaza.

## D-serin
V možganih encim serin racemaza iz L-serina sintetizira enantiomer D-serin, ki je nevromodulator – vpliva na prenos signalov med celicami osrednjega živčevja, pa tudi v hrustancu in ledvicah. D-serin je v fazi testiranja za zdravljenje shizofrenije in amiotrofične lateralne skleroze.